# سنديكيت (لعبة فيديو 2012)
سِنديكيت (بالإنجليزية:Syndicate) تعني (نِقابة) بالعربية، وهي لعبة تصويب فردية من منظور الشخص الأول من نوع السايبربانك لعام 2012 تم تطويرها بواسطة إستوديوهات إستاربريز ونشرتها إلكترونيك أرتس. إنها إعادة إطلاق لسلسلة سنديكيت لألعاب إطلاق النار التكتيكية في الوقت الفعلي التي طورتها شركة بولفروغ للإنتاج. تم إصدار اللعبة في فبراير 2012 في جميع أنحاء العالم. تدور أحداث الفيلم في عام 2069 حول مايلز كايلو، العميل بشركة يوروكورب (EuroCorp) الذي يجب عليه استبعاد الموظفين المهمين من الشركات المنافسة؛ في هذه العملية، يكتشف الممارسة السرية الشريرة التي تستخدمها يوروكورب لتجنيد العملاء. تتميز اللعبة بمجموعة كبيرة ومتنوعة من الأسلحة. من المسدسات القياسية إلى البنادق المستقبلية. يتم زرع كايلو بشريحة كمبيوتر تسمح له بالوصول إلى قاعدة البيانات ويمكنه استخدام القرصنة لهزيمة الأعداء وحل الألغاز البيئية. بدأ الإنتاج المسبق للعبة في عام 2007. اقتربت إلكترونيك أرتس من إستوديوهات إستاربريز لإحياء الامتياز لأنها أعجبت بجودة ألعاب إستوديوهات إستاربريز السابقة واعتقدت أنها يمكن أن تضيف «أسلوبًا» إلى السلسلة. عادت اللعبة إلى لوحة الرسم بعد عام من التطوير، وتمت إضافة الوضع الجماعي التعاوني إلى اللعبة الرئيسية. يأمل فريق التطوير أن تجذب اللعبة كل من الوافدين الجدد واللاعبين في اللعبة الأصلية؛ لقد حافظوا على موضوع اللعبة الأصلية وغيروا طريقة اللعب بشكل كبير. تم التعاقد مع ريتشارد ك. مورجان لكتابة قصة اللعبة. تم الإعلان عن اللعبة في سبتمبر 2011، وتم إصدارها في فبراير 2012 لـ مايكروسوفت ويندوز وبلاي ستيشن 3 وإكس بوكس 360. تلقت اللعبة آراء إيجابية بشكل عام من النقاد عند إصدارها. أشاد النقاد بطريقة اللعب والأسلوب والرسومات والتوجيه الفني والذكاء الاصطناعي والوضع التعاوني، لكن تم انتقاد قصة اللعبة. كانت ميزانية اللعبة أقل من ميزانية لعبة فيديو AAA النموذجية، واعتبرت بمثابة فشل تجاري للناشر. أدى العنف المفرط في اللعبة إلى حظر اللعبة في أستراليا.

## طريقة اللعب
على عكس سلسلة الألعاب الأصلية، فإن سِنديكيت هي لعبة إطلاق نار من منظور الشخص الأول، تدور أحداثها في عام 2069. شخصية اللعبة مايلز كايلو، وهو عميل محترف يعمل لصالح يوروكورب في عالم فاسد ومخادع تتنافس فيه الشركات مع بعضها البعض على السلطة. يمكن للاعبين الجري والقفز والانزلاق والاختباء وراء الأغطية وحمل سلاحين وقنبلتين لهزيمة الأعداء والرؤساء، الذين يتمتع كل منهم بقدرات فريدة. تحتوي اللعبة على 19 سلاحًا،  بدءًا من البنادق الهجومية وقاذفات الصواريخ والمسدسات الآلية، إلى الأسلحة المستقبلية مثل بنادق الليزر، وبنادق جاوس ذات المقذوفات التي يمكنها تعقب الأعداء تلقائيًا، وبنادق اعمل الشغب التي يمكنها شل الأعداء لفترة قصيرة. يمكن تخصيص الأسلحة وترقيتها من خلال 87 ملحقًا و 25 خيارًا للترقية. قد تغير هذه التحسينات من طبيعة هذه الأسلحة، وتحويل الذخيرة القياسية إلى ذخيرة مخترقة. تتميز اللعبة أيضًا بآلية «تنفيذ» معينة، مما يسمح للاعبين بأداء عمليات المشاجرة.
يمتلك مايلز شريحة "DART-6" تمنحه قدرات القرصنة و «الاختراق». يمتلك بعض الأعداء أيضًا هذا النوع من الرقائق، ويمكن لمايلز التفاعل معهم. باستخدام الرقائق، يتم تلقائيًا تمييز العناصر والمقتنيات والأعداء وإبرازهم عبر الواقع المعزز لشاشة هود (شاشة عرض) شاشة عرض بمستوى الراس. يمكن للاعبين استخدام قدرات «الاختراق» لاختراق عقول الأعداء والتحكم في أفعالهم. لديهم إمكانية الوصول إلى ثلاثة خيارات؛ - «رد الفعل العكسي» الذي يتسبب في تعطيل أسلحة الأعداء وإحداث نتائج عكسية وصعقهم؛ «الانتحار» الذي يتسبب في قتل الأعداء لأنفسهم؛ و «الإقناع» الذي يقود الأعداء للانشقاق إلى جانب اللاعب قبل الانتحار. تتيح اللعبة أيضًا للاعبين تحديد موقع الأعداء خلف الغطاء باستخدام «دارت أوفرلاي» وإبطاء الوقت بشكل مؤقت، مما يزيد من الأضرار التي يتعرض لها اللاعبون ومعدل تجديد صحتهم. يمكن تعزيز القدرات والمهارات المزروعة في الرقاقة عن طريق جمع واستخراج رقائق الأعداء الذين سقطوا. يمكن أن تزيد الترقيات من أضرار اللاعبين وتزيد من سرعة الشفاء. يتم تكليف اللاعبين باستخدام قدرات الاختراق للتفاعل مع الأشياء وحل الألغاز البيئية  وتجريد الدروع الخاصة من الأعداء ونزع سلاح المتفجرات. ميكانيكي الاختراق له حد زمني ويجب نت سبورتس إعادة شحنه قبل تفعيل آخر. لا تحتوي اللعبة على وضع تعدد اللاعبين التنافسي، ولكن لديها وضع تعاوني متعدد اللاعبين يجمع أربعة لاعبين معًا  لإكمال حملة تسع مهام بناءً على حملة ألعاب النقابة الأصلية. يواجه اللاعبون أعداءً تزداد صعوبة التعامل معهم مع تقدم اللعبة. يمكنهم الاختيار من بين أربع فئات للشخصيات: ميديك وسبك اوب وأسولت وجينيريك، ولكل منها قدرات مختلفة. ميكانيكي الاختراق موجود أيضًا في الوضع لأغراض دفاعية وهجومية. على سبيل المثال، يمكنهم اختراق برج لتعطيل درعه أو شفاء زملائه باستخدام هذه الآلية. يتلقى اللاعبون نقاطًا أثناء تقدمهم عبر مستويات اللعبة؛ يمكن استخدام هذه النقاط للبحث عن أسلحة جديدة.

## ملخص
في عام 2017، تم إنشاء شركة يوروكورب العملاقة من خلال اندماج بين أكبر الشركات في العالم. في عام 2025، أصدرت يوروكورب شريحة DART، وهي رقاقة عصبية تسمح للمستخدمين بالوصول إلى قاعدة البيانات، مما يجعل معظم الأجهزة الإلكترونية لاتعمل. نتيجة لرقاقة DART، لم يعد العالم محكومًا من قبل الحكومات الوطنية ولكن من قبل الشركات العملاقة المعروفة باسم «النقابات». ومع ذلك، فإن نصف سكان العالم فقط يزعون الرقاقة؛ ويتم التخلي عن من لم تزرع بهم الرقاقة وحرمانهم من المزايا التي يتمتع بها من قامو بزرع الرقاقة. أصبح تجسس الشركات وحرب الشركات من أجل الهيمنة بين النقابات هو القاعدة، مما أدى إلى إنشاء «عملاء» - منفذين مصممون بيولوجيًا مدعومًا بنسخة عسكرية من الشريحة التي تحمي مصالح أسياد الشركات.

## الحبكة
في عام 2069، تم تجهيز العميل مايلز كايلو، أحدث عميل لشركة يوروكورب، بنموذج أولي جديد لشريحة DART 6 التي أنشأتها عالمة يوروكورب ليلي درول (بصوت روزاريو دوسون). بعد إجراء اختبار ناجح لقدرات الشريحة، كلفه الرئيس التنفيذي لشركة يوروكورب، جاك دينهام (عبر عنه بريان كوكس) بقتل اعداء لِيلي، تشانغ، في النقابة المنافسة أسباري. يهاجم كايلو، برفقة معلمه العميل جول مِيريت (الذي عبر عنه مايكل وينكوت)، فرع أسبياري في لوس أنجلوس ويقوم بمحاصرة تشانغ، الذي يُطلق النار على نفسه. يسترجع كايلو شريحة تشانغ ويعلم من محادثة مشفرة أن ليلي تشارك معه معلومات حول شريحة DART 6.
على الرغم من صدمته بخيانة لِيلي، قرر دينهام أن يجعل كايلو ومِيريت يبقيان لِيلي تحت المراقبة لأنها قيمة للغاية بحيث لا يمكن القضاء عليها. بينما يراقبونها في شقتها، تتشاجر ليلي مع شخص يدعى كريس قبل أن يتم اختطافها فجأة من قبل نقابة كايمان العالمية. كايلو يقاتل قوات كايمان العالمية ويتبع خاطفي ليلي إلى قاعدتهم العائمة في المحيط الأطلسي. يقتل كايلو عميلًا رئيسيًا في جزيرة كايمان العالمية وينقذ لِيلي، ويعلمون أن النقابة تستعد لحرب ضد يوروكورب.
في نيويورك، نزل كايلو وليلي في منطقة داون زون حيث يعيش السكان من الطبقة الدنيا. بعد انفصالهم والتوجه نحو المقر الرئيسي لشركة يوروكورب، يتعرض كايلو للخيانة من قبل لِيلي ويتم إرساله في فخ بألغام إي بي أم التي تعمل بالنبضات الكهرومغنطيسية، مما يؤدي إلى إصابته وتعطيل الرقاقة. بعد استعادة الرقاقة وظيفتها، يُعطى كايلو أوامر بالقبض على لِيلي أو قتلها. بعد محاربة المخربين، علم كايلو أن زعيمهم كريس- صديق ليلي السابق وزميله- مسؤول عن التحريض على الحرب بين النقابات. يَكشف كريس أنه بدأ الحرب حتى يتمكن من اختراق قاعدة البيانات وقتل النقابات وسكانها المنشققين كعقوبة للتخلي عن الرقاقة. ليلي، التي تريد إيجاد حل سلمي وجعل النقابات تهتم بالأمر غير المعالج، تعارض الفكرة. كايلو يحارب كريس الذي يحاول الانتحار به ولكنه يقتل نفسه بدلاً من ذلك. كايلو يعتقل لِيلي. يمكنه إما قتلها أو إطلاق سراحها. يُقبض على لِيلي ويُسترجع كايلو بالكاد حي.
في المقر الرئيسي لشركة يوروكورب بنيويورك، يعتقد دينهام ومِيريت أن كايلو ميت عقليًا ويرسلانه ليتم إعادة تشغيله بينما يخططون لاستعادة شريحة لِيلي واستعادة المعلومات المفيدة على DART 6. يبدأ كايلو في تذكر ماضيه السري: علم أن دينهام قاد فريق يوروكورب وقامو بقتل والديه واختطافه وهو طفل لأنه يمتلك جينات مثالية ليصبح عميلاً. يهرب كايلو من قيوده وينقذ ليلي، التي تخبر كايلو أنها مثله، تم اختطاف جميع عملاء يوروكورب وهم أطفال وتم تعديل ذكرياتهم حتى يظلوا موالين لشركة يوروكورب. ابتكرت ليلي شريحة DART 6، على أمل استخدامها لجعل النقابات تحافظ على إنسانيتها وتهتم بكل من المدنيين الذين زرعو الرقاقة أو من لم يقومو بزرعها، لكنها تدرك أنها كانت ساذجة في التفكير بهذه الطريقة.
بينما تهاجم كايمان جلوبال المقر الرئيسي لشركة يوروكورب في نيويورك، يتوجه كايلو وليلي إلى مكتب دينهام لمنعه من تنشيط مفتاح القفل على رقائق DART. يتعين على كايلو محاربة كل من يوروكورب وكايمان العالمية، بالإضافة إلى العديد من وكلاء يوروكورب. في الجزء العلوي من البرج، أُجبر على محاربة ميريت وعميلين آخرين، وكانو تحت أوامر دينهام لقتله. كايلو يهزم العملاء ويقتل ميريت. يتجه كايلو بعد ذلك نحو مكتب دينهام لكنه وجد أن دينهام قد قام بتنشيط مفتاح القتل الخاص به، والذي بدأ يؤثر على تحركات كايلو ويُضعفها. كايلو يواجه دينهام الذي يبرر اختطافه وهو طفل. يُكافح كايلو ليُقاتل بعد ان قام دينهام بتنشيط مفتاح أمر القتل ويحاصر دينهام، الذي يقوم بالسقوط من فوق الحافة وينتحر. مع انتهاء اللعبة، تصبح يوروكورب في حالة خراب وتعطي ليلي كايلو مسدسًا، لتخبره أنه متحرر من سيطرة أي شخص.

## التطوير
النسخة الأصلية من سنديكيت هي لعبة إطلاق نار تكتيكية، تم تطويرها بواسطة بولفروغ برودكشنز وأنتجها بيتر مولينكس في عام 1993. وقد أرادت إلكترونيك أرتس إنشاء لعبة نقابة جديدة لعدة سنوات ولكنها لم تجد فرصة للقيام بذلك. كانوا يأملون في جلب عناصر جديدة ومفاهيم اللعب التي تم تغييرها بشكل جذري والتي من شأنها أن تناسب عالم الامتياز. في النهاية دخلوا في شراكة مع إستاربريز، وقد اعترفوا بأنها استوديو ممتاز  لصنع ألعاب فيديو من منظور الشخص الأول بتصميم مميز. بدأ الإنتاج المسبق للعبة في عام 2007؛  نفذها فريق صغير من الموظفين بعد أن أكمل الاستوديو العمل في ذا كورونكل أوف ريديت: أسولت أون دارك أثينا. ومع ذلك، في منتصف الطريق خلال تطوير اللعبة، كان هناك أيضًا العديد من الاختلافات الإبداعية بين المطور والناشر، وعانت الشركتان من علاقة غير منسجمة.
خلال المرحلة الأولى من التطوير، لم يكن للعبة وضع تعاوني متعدد اللاعبين؛ ركزت على القصة بدلاً من عنصر السايبربانك. بعد مرور عام على بدء التطوير، تم إرسال اللعبة لإعادة صياغتها لأن الاستوديو اعتقد أنهم لم يستوعبوا جوهر سلسلة سنديكيت. كان لدى الفريق خبرة قليلة في صنع ألعاب تعاونية بسبب القيود التكنولوجية، لكنهم قرروا تجربتها. كان الاستقبال الداخلي للنموذج التعاوني إيجابيًا؛ قال المختبرين إنه يتناسب مع العنوان الاساسي. كان الفريق قد عمل ذات مرة على وضع متعدد للاعبين تنافسي للعبة، لكنه اعتقد أنه لم يكن أصليًا بما يكفي لإدراجها. نظرًا لأن اللعبة تفتقر إلى عنصر تعاوني متعدد اللاعبين، فقد تخلى المطورون عن استخدام المرور عبر الإنترنت، على عكس معظم ألعاب شركة إي أيه في ذلك الوقت.
يأمل فريق التطوير أن يجذب العنوان الجديد كل من الوافدين الجدد والمعجبين بالسلسلة،  يمكن الوصول إليها وتقديم الامتياز إلى جمهور أوسع. لقد افترضوا أن معظم اللاعبين لم يلعبوا ألعاب سنديكيت الأصلية. اعتبر الفريق أيضًا أنه التغيير في أذواق الجمهور وإدخال منصات ألعاب فيديو جديدة، كان تغيير منظور اللعبة إلى منظور الشخص الأول قرارًا صحيحًا. كان تحويلها إلى لعبة من منظور الشخص الأول هو الخيار الأول في التصميم الذي اتخذه الفريق، والذي كان يأمل أن يسمح للاعبين بمشاهدة اللعبة من منظور سنديكيت مباشرة سيجعل اللعبة أكثر جاذبية للاعبين. هدف الفريق إلى تكرار تجربة اللعب وصعوبة سنديكيت الموجودة. اعتبرت إستاربريز صعوبة اللعبة الأولى جزءًا من إرث الامتياز وتستحق الحفاظ عليها؛ كانوا يأملون في أن تكون اللعبة الجديدة صعبة بما يكفي للاعبين دون الشعور بالإحباط. قاموا بإدخال الذكاء الإصطناعي نادرًا ما يتم كتابته الذكاء الاصطناعي في اللعبة. يتفاعل الذكاء الاصطناعي مع تصرفات اللاعبين وقد تمت برمجته على أن يسمح لهم بالانتقال إلى مكان آخر بعد تعرضهم للهجوم. اللعبة الجديدة أقل دموية من اللعبة القديمة؛ لا يزال بإمكان اللاعبين قتل المدنيين الأبرياء، لكن الفريق قلل من هذه السيناريوهات، التي اعتقدوا أنها جزء من بيئة اللعبة وليست عناصر اللعب.
تم تصميم اللعبة بحيث يكون لديها شعور بعدم القدرة على التنبؤ بحيث يمكن لعبها دون تقييد اللاعب بالقواعد. ولتحقيق ذلك أضافت الشركة نظام الاختراق الذي يضيف المزيد من أنواع القتال ويعطي اللاعبين خيارات أكثر عند التعامل مع الذكاء الاصطناعي. تم تصميم نظام الاختراق، الذي نشأ كلعبة صغيرة،  ليكون بسيطًا بحيث لا يقطع تدفق اللعب. بدلاً من أن تكون مجرد لعبة إطلاق نار من منظور الشخص الأول، تتميز اللعبة بعناصر حركة ومغامرة تسمح للاعبين باختيار تقدمهم وتكليفهم بحل الألغاز البيئية.
لأن اللعبة الجديدة تقع ضمن امتياز راسخ، حاولت إستاربريز الاحتفاظ بجوهر العالم وإعادة بناء العناصر. كتب قصة اللعبة كاتب الخيال العلمي البريطاني ريتشارد ك مورغان، الذي تواصل معه الفريق بعد أن قرأوا كتابه ألتيرد كاربون. كان سنديكيت هو السيناريو الثاني لألعاب الفيديو لمورغان بعد كرايسس 2 لعام 2011 ؛ استخدم اللعبة الأصلية للرجوع إليها وتضمنت العناصر التي سيتعرف عليها أولئك الذين لعبوها على الفور. لقد حافظ على البيئة الأصلية والموضوع البائس، وكان يأمل في استخدام هذه العناصر لبناء قصة قوية. سافر مورغان إلى السويد للقاء مصممي ألعاب إستاربريز للتأكد من أن قصة اللعبة لن تتعارض مع تصميمها العام.
كان هدف الفريق هو جعل اللعبة مختلفة عن ألعاب التصويب من منظور الشخص الأول المعاصرة. حرص الفريق على أن يكون للعبة أسلوبها الخاص الذي يميز نفسها عن الألعاب الأخرى. تم تحقيق ذلك باستخدام «جانب العالم المنقسم»، والذي قسم اللعبة إلى منطقتين، كل منها بنمط فني مختلف. أضاف الفريق تفاصيل وجماليات إلى نقابات اللعبة الثلاثة في المنطقة العلوية (أبر زون) حتى يمكن التعرف عليها بسهولة وتكون مختلفة عن بعضها البعض. «منطقة داون زون» المنطقة السفلي، حيث يعيش فقراء لم يقومو بزرع الرقاقة، لها تصميم مختلف عن النقابات الثلاث. أخذ الفريق أفكارًا لهذه المنطقة من ميرورز إيدج. كلا الجانبين مستوحيان من أفلام مستقبلية مثل بليد رنر وماينورتي ريبورت وجاتاكا. بالإضافة إلى ذلك، ينطبق مفهوم العالم المنقسم على طريقة اللعب. يميل أعداء منطقة داون زون إلى أن يكونوا أكثر عدوانية ومعادين للعملاء، وبعض أجزاء اللعب مثل نظام الاختراق غير قابلة للتطبيق في مثل هذه المناطق. يستخدم سنديكيت محرك الألعاب الداخلي الخاص بـ ستاربريز، والذي تم تعديله لإنشاء اللعبة. استخدم الفريق بيست لتحقيق إضاءة عالمية ونظام إضاءة واقعي، ومحلل فيزيائي جديد لتقديم المزيد من التفاعلات الجسدية. يهدف الفريق إلى الحفاظ على جودة بصرية متسقة على جميع المنصات التي تم إصدار اللعبة عليها، على الرغم من أن إصدار الكمبيوتر الشخصي كان يتمتع بدقة أعلى ومعدل إطارات أعلى. سمح المحرك بإدراج تأثيرات ما بعد العملية المستخدمة سابقًا في أسولت أون دارك أثينا، مثل ضبابية الحركة وعمق المجال. تم تغيير أسلوبهم الفني ليناسب الأسلوب العام للعبة.

## التسويق
في عام 2008، أعلنت إلكترونيك أرتس أن أستوديوهات إستاربريز كانت تعمل مع شركة إي أي في مشروعين؛ كان أحدهما مشروعًا جديدًا تم وضعه في أحد الامتيازات القديمة لشركة إي أي تحت اسم بروجكت ريد لاين. تم تسجيل اسم «سنديكيت» عدة مرات بواسطة إستاربريز وإي أي،  وتم تسريب جزء صغير من نص اللعبة بطريق الخطأ قبل الإعلان الرسمي للعبة. كشفت إي أي عن اللعبة رسميًا في 12 سبتمبر 2011، وأعلنت أنها إعادة إطلاق للامتياز. تم إصدار عرض توضيحي للعبة، والذي تضمن فقط الوضع التعاوني وخريطة «أوروبا الغربية»، لسوق إكس بوكس لايف ماركت بليس وشبكة بلاي ستيشن نت ورك في 31 يناير 2012. تم الإعلان عن اللعبة وشحنها في أقل من ستة أشهر؛ تم إصداره في جميع أنحاء العالم في 21 فبراير 2012.

## الاستقبال
| استقبال |                                        |
| --- | -------------------------------------- |
| مجموع النقاط المجموع نقاط ميتاكريتيك 69/100 (PC) [ 39 ] 75/100 (PS3) [ 40 ] 74/100 (X360) [ 41 ] نتائج المراجعة نشرة نقاط يورو غيمر 7/10 [ 42 ] غيمز رادار [ 43 ] غيم تريلرز 8.2/10 [ 44 ] جاينت بومب [ 45 ] آي جي إن 7.5/10 [ 46 ] جويستيك [ 47 ] فيديو غيمر.كوم 7/10 [ 48 ] |                                        |
| مجموع النقاط |                                        |
| المجموع | نقاط                                   |
| ميتاكريتيك | 69/100 (PC) 75/100 (PS3) 74/100 (X360) |
| نتائج المراجعة |                                        |
| نشرة | نقاط                                   |
| يورو غيمر | 7/10                                   |
| غيمز رادار | [ 43 ]                                 |
| غيم تريلرز | 8.2/10                                 |
| جاينت بومب | [ 45 ]                                 |
| آي جي إن | 7.5/10                                 |
| جويستيك | [ 47 ]                                 |
| فيديو غيمر.كوم | 7/10                                   |

تلقت سنديكيت مراجعات إيجابية بشكل عام من النقاد. تلقت قصة اللعبة ردود فعل متباينة. وصف المراجع من غيم تريلرز الحبكة بأنها يمكن التنبؤ بها واعتبر العديد من نقاط مؤامرة اللعبة مملة. وأشاد بحوار اللعبة لسلاستها وخلفيتها الدرامية. قال المراجع إن الحملة تفتقر إلى الحجم ولكنها مع ذلك كانت ممتعة وتستحق اللعب. وقال أيضًا إن فريق التمثيل الصوتي بقيادة المشاهير نجح في جلب «المصداقية» إلى اللعبة. هذا ما ردده جيف جيرستمان من غينت بومب. في المقابل، قال مارتن جاستون من موقع فيديو جيمز.كوم إنه أصيب بخيبة أمل من الحملة واعتبرها واحدة من أكبر عيوب اللعبة. وقال إن العالم يستحق استكشافًا أكثر مما كان عليه في اللعبة، وأن فريق التطوير لا يبدو أنه يفهم الرؤية الإبداعية للنسخة الأولى من اللعبة. وقال أيضا إن التركيز على الأخلاق ليس امتيازاً لأنه لا يتناسب مع أسلوب اللعبة بشكل عام. كره بطل اللعبة، الذي كان يعتقد أنه لطيف، مما جعل من الصعب على اللاعبين التعامل معه. قال: زاف دي ماتوس من جويستيك إن القصة مليئة بالوعود لكن المنتج الإجمالي فشل في تمييز نفسه عن ألعاب الرماة الآخري التي لديها مواضيع مماثلة. قارنها دان وايتهيد من يوروغيمر بشكل غير مواتٍ لسابقاتها ووصفها بأنها غير طموحة وغير ملهمة. حظيت اللعبة الإجمالية بالثناء. وصف جاستون إطلاق النار بأنه «ذكي» وقال إن قدرات اختراق DART-6 شجعت اللاعبين على التجربة. قال إن الجمع بين نظام الاختراق والاشتباكات بالأسلحة النارية جعل سنديكيت أفضل من بعض ألألعاب الاخري المماثلة. قال مراجع غيم تريلرز إن نظام DART-6 يوفر للاعبين الاختيار وأن وقت إعادة شحن قدرات الاختراق يكلف اللاعبين بإدارة «الاقتصاد الجزئي» الذي يشجع المهارات ويكافئها. . قال كل من جاستون وغيم تريلرز إن اللعبة أضاعت فرصًا للحد من استخدام بعض قوى كايلو، والتي تظهر فقط في المشاهد السينمائية. أحب غيرتزمان طريقة اللعب في اللعبة وقال إن التحكم كان ممتعًا، وأنه يقدر القدرة على التصوير أثناء الجري. كما أعرب عن إعجابه بقدرات الاختراق ووجدها مرضية للاستخدام. شارك وايتهيد أفكارًا مماثلة، قائلاً إن قدرات الاختراق والخطط الإستراتيجية بالنسبة لمهام اللاعبين جعلت اللعبة أعمق من ألعاب الإطلاق والهروب النمطية.
تلقى الذكاء الاصطناعي للعبة الثناء. قال مراجع غيم تريلرز إن الأعداء «يعرفون كيف يموتون بأسلوب» وأن معارك الرؤساء لا تُنسى، على الرغم من أنها يمكن أن تكون متكررة. اعتبرها جاستون أنها «فرص ضائعة». أعرب دي ماتوس عن تقديره لمعارك الرؤساء وقال إنها كانت ممتعة ومثيرة للاهتمام، ويكلف اللاعبين بتعلم نمط معارك الرؤساء واستخدام المهارة الصحيحة لهزيمتهم.
وأشاد المشاهدون بجودة اللعبة الرسومية. وقال جيرستمان إن استخدام الإضاءة أضاف أسلوبًا فريدًا للعبة. كما أنه أحب تصوير المنطقتين الرئيسيتين للعبة،
وأصوات اللعبة، التي قال إنها تناسب نغمة اللعبة. قالت ألكسندرا هول من غيم رادر: «لقد نجحت شركة إستاربريز حقًا في إخراج بعض المشاهد الجميلة من الأجهزة القديمة». وأضافت أن بعض اللاعبين قد لا يكونوا سعداء بتأثيرات اللعبة المزدهرة. قال ديفيد هوتون من نفس المنشور إن اللعبة «لعبة إطلاق نار جيدة» لكن تأثيرات الضوء عليها «مبالغة بلا معنى». ردد بيتر إيكمانز من أي جي أفكارًا مماثلة، قائلاَ أن الحركة السريعة والاضوء الزايده خلقت مشكلة. ومع ذلك، فقد اعترف بأن اللعبة «تبدو رائعة باستمرار»، وأن تصميمها البسيط جعلها تبدو مصقولة للغاية. تلقى وضع أربعة لاعبين التعاوني والمتعدد اللاعبين الإشادة. قال جاستون إنها كانت «نسخة مخففة من ليفت فور ديد»، لكنها مع ذلك كانت تجربة ممتعة وممتعة لمعظم اللاعبين. وقال دي ماتوس إن اللعبة شجعت اللاعبين على العمل سويًا لهزيمة الأعداء والتخطيط قبل الهجوم، والذي قال إنه حول الوضع إلى تجربة «مرضية». وانتقد صعوبة اللعبة، التي قال إنها لم تتسع بشكل جيد، وطريقة تصميم الأعداء، مما جعل اللعبة أقل ديناميكية. أوصى وايتهيد بشدة بالنمط التعاوني، الذي كان يعتقد أنه كان يجب أن يكون التركيز الرئيسي للعبة. وأضاف أنها وفرت للاعبين حرية أكبر من الحملة.
كان لدى النقاد مشاعر مختلطة بشأن اللعبة. قال غيرستمان إنه قضى «وقتًا رائعًا» معها، وأنها قدمت لمسة ممتازة لهذا النوع. قال دي ماتوس إنه نجح في تحويل الامتياز إلى اتجاه جديد، على الرغم من أنه قد لا يكون ما يتوقعه لاعبو سنديكيت الأصلية. ومع ذلك، قال إن روح الامتياز لا تزال محفوظة ومحفوظة. قال جاستون إن إستاربريز لم تكن قادرة على اقتناص فرصة الامتياز وأن اللعبة لم يتم تنفيذها بشكل جيد بشكل عام. وصف وايتهيد اللعبة بأنها «ممتعة»، على الرغم من اعتقاده أن سنديكيت كانت تجربة منسية ستعيش في ظل ألعاب الرماة التنافسية. انتقد المنتج والمبرمج الرئيسي في حروب سنديكيت مايك ديسيت اللعبة قائلاً إنها "لا تشبه الألعاب الأصلية."شجعه هذا على إيجاد إلهام آخر لـسلسلة سنديكيت وار وهي لعبة الستلايت ريجون، والتي حققت نجاحًا في منظمة كيكستارتر غير الربحية التي تدعم مشاريع الالعاب.

## المبيعات
في مقابلة مع الكمبيوتر وألعاب الفيديو، قال فرانك جيبو من إي أي إن إحياء سنديكيت لم يكن ناجحًا كما كان مأمولًا، قائلاً: «سنديكيت كانت شيئًا خاطرنا به. لم يؤتي ثماره - لم يكن»  في مقابلة عام 2012 مع إيدج، قال ميكائيل نيرمارك، الرئيس التنفيذي لشركة إستاربريز، إن اللعبة بيعت حوالي 150 ألف نسخة حول العالم. وفقًا لـ نيرمارك، كانت ميزانية إنشاء هذه اللعبة أقل من ميزانية ألعاب الفيديو الثلاثية الأخرى؛ وقال أيضًا إنه على الرغم من الأداء التجاري الضعيف، كان الفريق لا يزال فخوراً بالمنتج النهائي.

## الرقابة الأسترالية
في 20 ديسمبر 2011، تم الإبلاغ عن رفض تصنيف سنديكيت من قبل مجلس التصنيف الأسترالي. انتقد المجلس بشكل خاص ما اعتبره عنفًا مفرطًا في اللعبة: تصوير صريح لقطع الأوصال وقطع الرأس واللحم المكشوف والعظام والإصابات؛ ورذاذ الدم الغزير. قالت شركة إي أي أستراليا أنها لن تستأنف القرار أو تغير اللعبة لمعالجة مخاوف المجلس. كما اشتكت إي أي أيضًا من «الرقابة القديمة في أستراليا على الألعاب» وقالت إنه سيتم إصدار سنديكيت في الموعد المحدد ولن يتم تقطيعها مع تصنيف للبالغين فقط في نيوزيلندا.